# Sisobambowo (Mandrehe)
Sisobambowo is een bestuurslaag in het regentschap Nias Barat van de provincie Noord-Sumatra, Indonesië. Sisobambowo telt 877 inwoners (volkstelling 2010).